# Xã Springport, Michigan
Xã Springport (tiếng Anh: Springport Township) là một xã thuộc quận Jackson, tiểu bang Michigan, Hoa Kỳ. Năm 2010, dân số của xã này là 2.159 người.